# Bimota SB1
La SB1 è una motocicletta "Special" da competizione, costruita dalla Bimota dal 1976 al 1980. Il nome, come da nomenclatura standard della casa, sta ad indicare che questo è cronologicamente il primo modello dotato di propulsore Suzuki.

## Storia
La nascita della SB1 si deve all'importatore italiano della Suzuki, la SAIAD di Torino, che chiese a Massimo Tamburini di realizzare un telaio in cui montare il motore bicilindrico a due tempi della TR 500 da GP, per poter vendere la nuova moto ai piloti del Campionato Italiano Juniores della mezzo litro, dove la SAIAD correva da alcuni anni con buon successo.
Il frutto dell'accordo tra l'azienda torinese e la Bimota si vide al Salone di Milano 1975, insieme alla HDB1 a motore Harley-Davidson 500.

## Tecnica

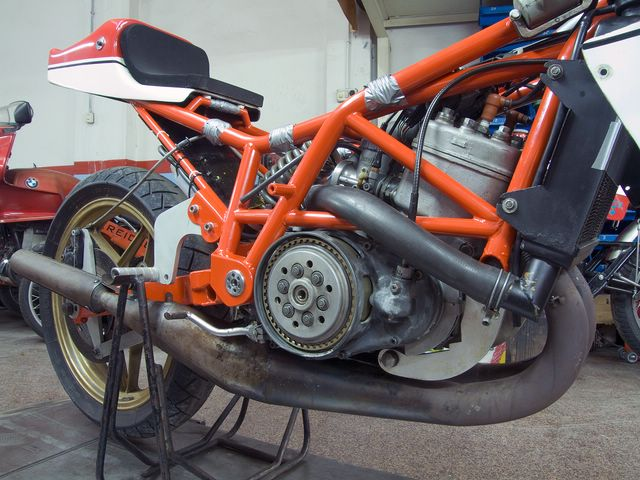
Il telaio a traliccio a culla aperta della SB1

Come detto, il motore della SB1 è il bicilindrico due tempi raffreddato a liquido della TR 500, derivato da quello della Titan, che erogava una potenza di 83 CV a 9.000 giri/min.
Il telaio è invece totalmente nuovo: si tratta di un traliccio in tubi d'acciaio al Cr-Mo a culla aperta, pesante 8,3 kg senza il forcellone (che aggiunge altri 3,9 kg), in cui il motore è montato elasticamente e vincolato al telaio con due piastre in alluminio. Altra caratteristica, tipica peraltro delle Bimota dell'epoca, è il pignone della catena di trasmissione finale concentrico al perno del forcellone, così da ridurre fortemente l'effetto del "tiro catena" (che consiste nella compressione della sospensione posteriore in fase di accelerazione, con effetto opposto in fase di rilascio).
Nuove anche le sospensioni: all'anteriore una forcella teleidraulica Ceriani da 35 mm, e al posteriore un monoammortizzatore Koni regolabile con sistema Cantilever. L'impianto frenante è a tre dischi Brembo, tutti con pinze a doppio pistoncino; le ruote, prodotte dalla Speedline, sono a razze in lega di magnesio da 18".

## Le competizioni
Le vendite furono aperte già all'EICMA, con inizio delle consegne nel dicembre 1975, ad un prezzo di 3.850.000 lire, IVA esclusa. La moto era costruita tra Rimini e Torino: in Bimota si costruivano i telai e si allestiva la ciclistica, mentre presso la SAIAD si assemblavano le moto complete. L'azienda torinese provvedeva inoltre alla commercializzazione della moto (battezzata dalla SAIAD Suzuki Bimota TR 500 SB).
La SB1 si dimostrò fin dall'inizio una moto molto competitiva, specialmente nell'Italiano Juniores, che nel biennio 1976-77 fu dominato dalle Bimota: nel '76 vinse Riccardo Romeri (con i primi sette classificati tutti su una SB1), e nel '77 Leandro Becheroni. Le stagioni successive portarono meno risultati alle Bimota, ma consentirono comunque a molti giovani centauri di farsi notare: tra i tanti, Loris Reggiani, terzo nell'Italiano Juniores 1979.
Tra i titoli conquistati dalla SB1 vi è anche il Campionato Europeo della Montagna 1980 vinto da Sauro Valentini.
La produzione della SB1 cessò nel 1980, dopo 50 ciclistiche complete realizzate.